# Fumio Asakura
Fumio Asakura (jap. 朝倉文夫 Asakura Fumio; ur. 1 marca 1883, zm. 18 kwietnia 1964) – japoński rzeźbiarz.
Pochodził z prefektury Ōita. Członek Japońskiej Akademii Sztuki (Nihon Geijutsu-in). Założył własną szkołę Asakura-chōsōjuka. Zerwał z tradycją, tworząc realistyczne rzeźby w stylu zachodnim. Rzeźbił w brązie, głównie postaci ludzkie, ale także koty i inne zwierzęta. Wywarł silny wpływ na innych twórców. Wielokrotnie nagradzany, brał udział w prestiżowych wystawach Bunten i Teiten, organizowanych pod patronatem dworu cesarskiego. W latach 1921–1944 był profesorem Tokijskiej Szkoły Sztuk Pięknych, a w 1945 roku został powołany na członka zespołu ds. sztuki Domu Cesarskiego. 
W 1948 roku został odznaczony Orderem Kultury. Dom i pracownię artysty w Tokio przekształcono w muzeum.